# Richard Chelimo
Richard Chelimo (Marakwet, 24 febbraio 1972 – Eldoret, 16 agosto 2001) è stato un mezzofondista keniota, medaglia d'argento nei 10000 metri piani ai Giochi olimpici di Barcellona 1992.

## Biografia
Morto prematuramente all'età di 29 anni, era il fratello maggiore di Ismael Kirui.
Nel luglio 1993 aveva stabilito a Stoccolma il record mondiale dei 10000 m piani.

## Campionati nazionali
1990
- 4º ai campionati kenioti di corsa campestre - 37'37"

1991
- Argento ai campionati kenioti, 10000 m piani - 28'08"7
- 5º ai campionati kenioti di corsa campestre

1992
- Oro ai campionati kenioti, 10000 m piani - 27'58"6
- Argento ai campionati kenioti di corsa campestre - 35'43"

## Altre competizioni internazionali
1990
- Argento alla St Patrick's Day 10 km ( Copenaghen) - 27'52"
- Oro al Reebok International Crosscountry ( Margate) - 20'19"

1991
- Oro ai Bislett Games ( Oslo), 5000 m piani - 13'12"22
- 5º al Cross Internacional Zornotza ( Amorebieta-Etxano) - 35'25"
- Argento al Cross Zamudio ( Bilbao) - 31'30"
- Oro all'Almond Blossom Cross Country ( Albufeira) - 31'05"

1992
- Oro alla Cherry Blossom Ten Mile Run ( Washington) - 47'06"
- 4º alla BOclassic ( Bolzano) - 28'36"
- Argento alla Carlsbad 5000 ( Carlsbad), 5 km - 13'15"
- 4º al Nairobi International Crosscountry ( Nairobi) - 29'33"

1993
- Argento alla Grand Prix Final ( Londra), 5000 m piani - 13'24"30
- Oro al Bauhaus-Galan ( Stoccolma), 10000 m piani - 27'07"91
- 4º alla Bob Hasan 10 km ( Giacarta) - 28'35"
- 11º alla Cinque Mulini ( San Vittore Olona) - 33'43"
- Bronzo al Campaccio ( San Giorgio su Legnano) - 34'46"
- 4º al Cross di Alà dei Sardi ( Alà dei Sardi) - 30'32"

1994
- 20º alla Dam tot Dam ( Zaandam), 10 miglia - 49'02"